# Nueva Gerona
Nueva Gerona (em português Nova Gerunda) é a cidade capital da Ilha da Juventude municipalidade especial de Cuba. A cidade é localizada entre as colinas de Caballos e Casas, cerca de 3 km acima no Rio Casas, que proporciona uma via navegável para o Mar das Caraíbas.
A cidade foi fundada em 1830 por pioneiros americanos. Há um cemitério americano em Nueva Gerona dessa época.

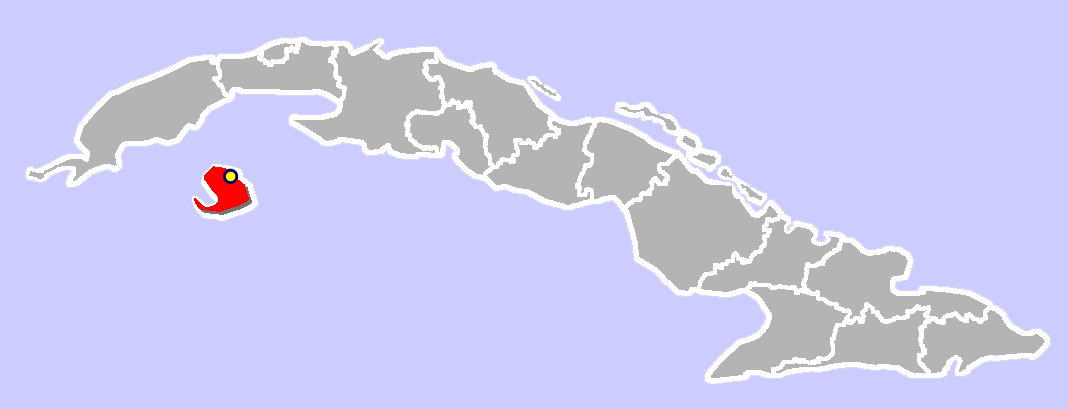